# Vasile Pușcașu

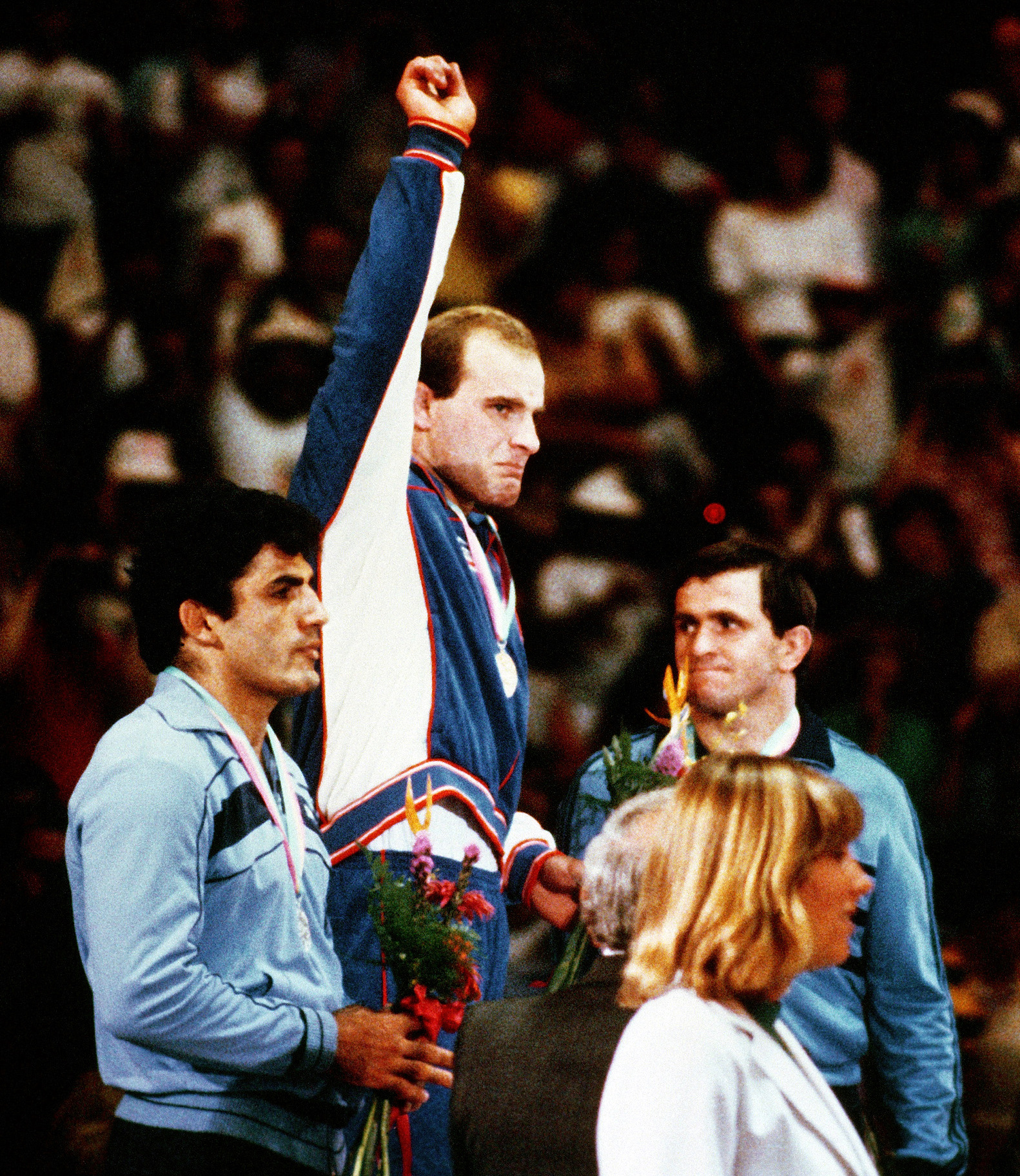
Vasile Pușcașu (rechts) bei der olympischen Siegerehrung 1984

Vasile Pușcașu (* 2. Mai 1956) ist ein ehemaliger rumänischer Ringer.

## Werdegang
Vasile Pușcașu stammt aus Onești. Als Jugendlicher versuchte er sich zunächst in einigen anderen Sportarten, ehe er zum Ringen fand. Nach ersten regionalen Erfolgen wurde er zum Spitzenclub „Clubul Sportive Minicipal“ (CSM) Onești delegiert und bekam dort gute Trainer. Nachdem er sich bei den rumänischen Meisterschaften durchgesetzt hatte, wurde er erstmals 1977 zu einer internationalen Meisterschaft entsandt. Von da an vertrat er die rumänischen Farben bis 1988 in fast 20 solchen Meisterschaften und gewann dabei acht Medaillen. Er rang ausschließlich im freien Stil. 1985 schien seine internationale Laufbahn schon beendet zu sein, als er keine so großen Erfolge mehr erzielte und ihm in Enache Panait im eigenen Land ein starker Konkurrent erwachsen war. Er setzte sich aber 1987 noch einmal gegen diesen durch und erzielte in den Jahren 1987 und 1988 seine größten Erfolge, die im Olympiasieg 1988 gipfelten. Die größten Siege von Vasile Pușcașu waren die über die vielfachen sowjetischen Weltmeister Magomed Magomedow und Leri Chabelowi. Während der Sieg über Magomedow bei der Europameisterschaft 1981 ohne größere Auswirkungen blieb, weil er die beiden folgenden Kämpfe verlor, gewann er mit dem knappen 1: 0 Punktsieg über Habelow 1988 die olympische Goldmedaille. Gegen die deutschen Weltklasseringer Harald Büttner, Roland Gehrke und Uwe Neupert tat er sich schwer. Gegen Büttner unterlag er dreimal, gegen Gehrke einmal und gegen Neupert unterlag er einmal und siegte er einmal. Nach seinem Olympiasieg 1988 trat er zurück.
Vasile Pușcașu war während seiner Zeit als aktiver Ringer praktisch Ringerprofi und ist heute Generalsekretär des rumänischen Ringerverbandes.

## Internationale Erfolge
(OS = Olympische Spiele, WM = Weltmeisterschaft, EM = Europameisterschaft, F = Freistil, S = Schwergewicht, damals bis 100 kg Körpergewicht)
- 1977, 6. Platz, EM in Bursa, F, S, nach Niederlagen gegen Mehmet Güclü, Türkei und Harald Büttner, DDR;
- 1977, 3. Platz, WM in Lausanne, F, S, mit Siegen über Yoshioka Yatsu, Japan, Niklas Furger, Schweiz und Slawtscho Tscherwenkow, Bulgarien und Niederlagen gegen Büttner und Aslanbek Bissultanow, Sowjetunion;
- 1978, 3. Platz, EM in Sofia, F, S, mit Siegen über Július Strnisko, Tschechoslowakei und Hans-Peter Stratz, BRD und Niederlagen gegen Lewan Tediaschwili, UdSSR und Güclü;
- 1978, 5. Platz, WM in Mexiko-Stadt, F, S, mit Siegen über Wenelin Saikow, Bulgarien, Chorlo Bajanmönch, Mongolei und Barbaro Morgan, Kuba und Niederlagen gegen Büttner und Tediaschwili;
- 1979, 3. Platz, EM in Bukarest, F, S, mit Siegen über Ayhan Taşkın, Türkei, Büttner und István Robotka, Ungarn und Niederlagen gegen Tscherwenko und Illja Mate, UdSSR;
- 1979, 3. Platz, WM in San Diego, F, S, mit Siegen über Yatsu, Morgan und Tscherwenko und Niederlagen gegen Mate und Russell Hellickson, USA;
- 1980, 5. Platz, EM in Prievidza, F, S, mit Sieg über Sitki Kadiroglu, Türkei und Niederlagen gegen Tomasz Busse, Polen und Magomed Magomedow, UdSSR;
- 1980, 6. Platz, OS in Moskau, F, S, mit Siegen über Frank Andersson, Schweden und Bajanmönch und Niederlagen gegen Büttner und Strnisko;
- 1981, 4. Platz, EM in Łódź, F, S, mit Sieg über Magomed Magomedow und Niederlagen gegen Petar Christow, Bulgarien und Roland Gehrke, DDR;
- 1981, 4. Platz, Universiade, F, S;
- 1982, 5. Platz, EM in Warna, F, S, hinter Hutaba, UdSSR, Uwe Neupert, DDR, Strnisko und Christow und vor Taşkın;
- 1982, 12. Platz, WM in Edmonton, F, S, Sieger: Illja Mate vor Tscherwonenko und Greg Gibson, USA;
- 1984, 5. Platz, EM in Jönköping, F, S, mit Siegen über Gianni Chellucci, Italien, Aleksander Cichoń, BRD und einer Niederlage gegen Magomed Magomedow;
- 1984, Bronzemedaille, OS in Los Angeles, F, S, mit Siegen über Katar Singh Dhillon, Indien, Georgios Pikilidis, Griechenland und Hayri Sezgin, Türkei und einer Niederlage gegen Joseph Atiyeh, Syrien;
- 1985, 7. Platz, EM in Leipzig, F, S, nach Niederlagen gegen Sezgin und Robotka;
- 1987, 2. Platz, EM in Tarnowo, F, S, hinter Leri Chabelowi, UdSSR und vor Georgi Jantschew, Bulgarien, Strnisko, Taşkın und Robotka;
- 1987, 2. Platz, WM in Clermont-Ferrand, F, S, hinter Leri Chabelowi und vor William Scherr, USA, Strnisko, Jantschew und Bold Jawklantögs, Mongolei;
- 1988, 9. Platz, EM in Manchester, F, S, Sieger: Leri Chabelowi vor Noel Loban, Vereinigtes Königreich und Uwe Neupert;
- 1988, Goldmedaille, OS in Seoul, F, S, vor Leri Chabelowi, Bill Scherr, Uwe Neupert, Georgi Karadutschew, Bulgarien und Jawklantögs